# A13 (België)
A13 (E313) is een autosnelweg in België. De snelweg loopt van Antwerpen naar Luik. De weg valt volledig samen met de Europese route E313 en wordt in de omgang vaak met dat nummer genoemd. De E34 (A21) volgt tussen Antwerpen en het knooppunt Ranst ook de A13. Het traject loopt verder door de Kempen met belangrijkste afritten bij Herentals en Geel. De weg maakt, ter hoogte van afrit Ham, een knik naar het zuiden. Daarna volgen het "klaverblad van Lummen" en Hasselt. Vooraleer Luik bereikt wordt, gaat men over naar het Waals grondgebied (voorbij Tongeren). Het Waalse deel is merkbaar glooiender dan het Vlaamse deel. De autosnelweg eindigt in het stadsgebied van Luik, net voorbij de E40, waar ze kort overgaat in de N655.
De A13/E313 maakt deel uit van de Koning Boudewijnsnelweg, de snelwegverbinding tussen Antwerpen en de Duitse grens bij Aken (het andere deel van deze Boudewijnsnelweg loopt over de A3/E40). Deze naam is de laatste jaren echter wat in onbruik geraakt.
De nummering van de afritten sluit aan bij die van de A14: op de A14 is afrit nr. 17 (Zwijndrecht) de laatste afrit voor de Antwerpse Ring en op de A13 is afrit nr. 18 (Wommelgem) de eerste afrit na de Antwerpse Ring. Vroeger liep de E3 immers over de A14, de A13 en de A21.

## Historiek
- De Koning Boudewijnsnelweg is de tweede oudste snelweg van België.
- De A13 werd aangelegd als ontlasting van de oude verbinding tussen Antwerpen en Luik, die via Lier, Aarschot en Diest liep. Dat men voor een meer noordelijk tracé heeft gekozen, houdt wellicht ook verband met de tijdens de Koude Oorlog nog gewenste vlotte bereikbaarheid van het militaire kamp bij Leopoldsburg.
- Tussen Ranst en Zolder loopt de weg nagenoeg evenwijdig met het Albertkanaal, met een tussenruimte van enkele honderden meters, te smal voor behoorlijke bewoning, maar wel geschikt voor bedrijventerreinen. De snelweg zorgde dan ook in grote mate voor de naoorlogse economische groei in de Kempen, die hiermee gemakkelijk bereikbaar werden via de weg en via het water, als hinterland van de haven van Antwerpen.
- Op 13 november 1966 stortte in Pulle een brug van deze snelweg over het Netekanaal in door een constructiefout. De balans bleef beperkt tot 2 doden. Omdat de weg nog maar pas enkele jaren daarvoor was opengesteld en snelwegen nog een redelijk nieuwe ontwikkeling waren voor die tijd, veroorzaakte dit grote internationale mediabelangstelling[1]. Pas na het achterhalen van de juiste oorzaak en controle van de toestand van de andere bruggen van dit type, ebde de ongerustheid weg.
- Tot aan de reorganisatie van de nummering van Europese snelwegen eind de jaren 1980, heette deze weg de E39.
- Het stuk snelweg tussen Herentals-Oost richting Antwerpen en de aansluiting van de A13/E313 met de Antwerpse ring zelf staan sinds de jaren 1990 bekend om hun ochtendfiles. Op werkdagen zijn files van om en bij de 30 kilometer geen uitzondering meer. Bij ernstige ongevallen is er vaak sprake van een zogenaamd verkeersinfarct, waarbij het verkeer op lange afstand wordt aangeraden om via Brussel naar Antwerpen te rijden. Door de verzadiging van deze snelweg dringt een uitbreiding van de capaciteit zich op door het aanleggen van meerdere rijstroken. Er lopen meerdere studies van de Vlaamse regering omtrent deze kwestie.
- In september 2011 werd op het stuk tussen Antwerpen-Oost en Ranst, in de richting van Hasselt, de eerste spitsstrook van België aangelegd[2].
- De strook ter hoogte van Wommelgem komt volgens de Vlaamse overheid in aanmerking om er in 2013 de snelheid te handhaven met behulp van trajectcontrole.[3]

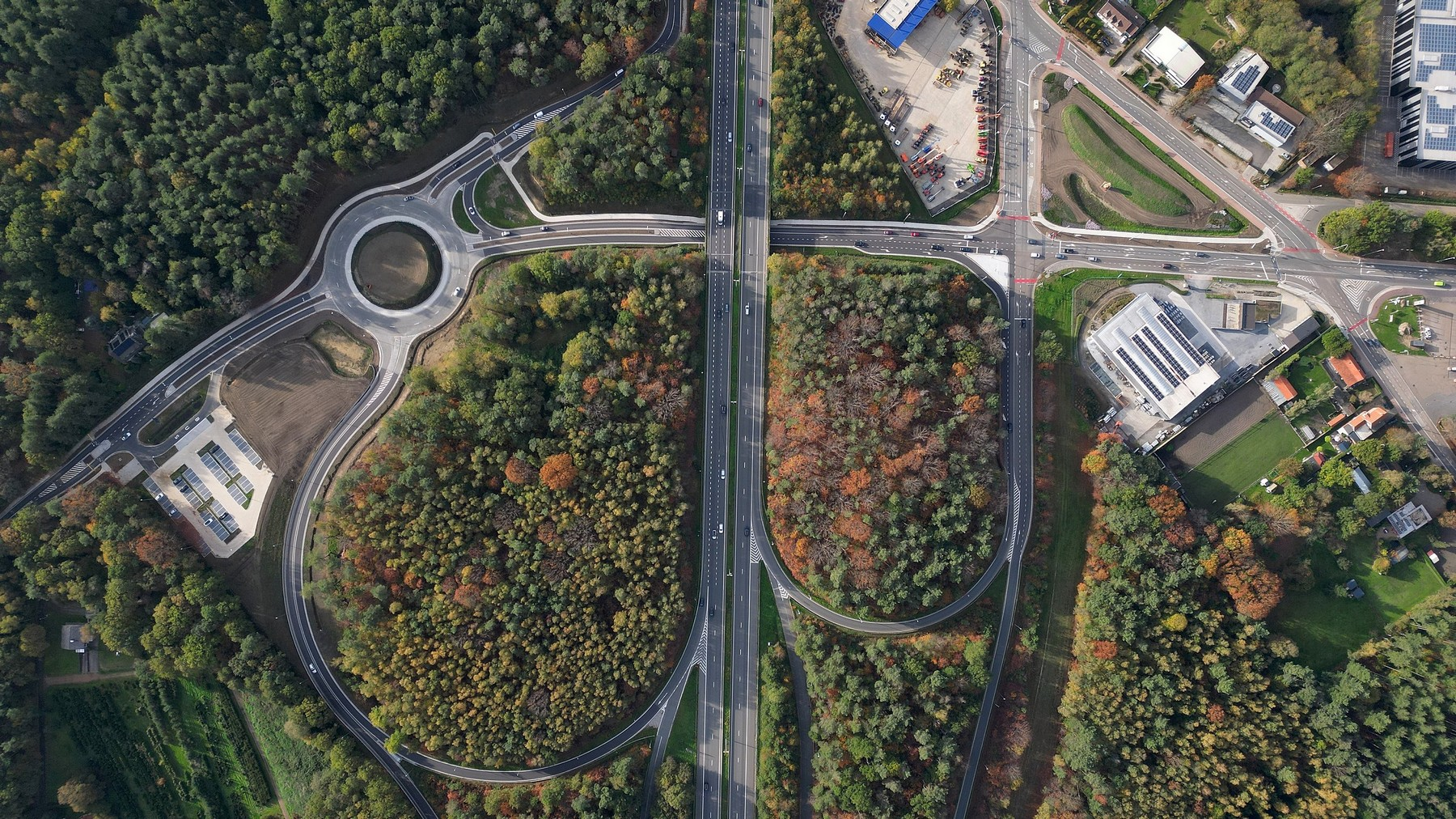
Afrit Geel Oost, nieuwe aanleg 2022